# والری گاسی
والری گاسی (روسی: Валерий Дмитриевич Гассий؛ ۲۲ آوریل ۱۹۴۹ – ۱ فوریهٔ ۲۰۰۴) بازیکن هندبال اهل اتحاد جماهیر شوروی سوسیالیستی بود.